# Myrtle Beach Mutiny
El Myrtle Beach Mutiny fue un equipo de fútbol de los Estados Unidos que jugó en la Premier Development League, la tercera división de fútbol en el país.

## Historia
Fue fundado en el año 2011 en la ciudad de Myrtle Beach, Carolina del Sur y debuta en el año 2012 en la National Premier Soccer League, quinta división de Estados Unidos, donde no clasificó a postemporada en sus primeros tres años.
En 2015 avanza a los playoffs por primera vez, donde pierde la final de la región sur, un año después vuelve a clasificar y es eliminado en la semifinal de la zona del Atlántico Sur.
Para la temporada 2017 se convierte en uno de los equipos de expansión de la Premier Development League, llegando a la final de conferencia en su año de debut. En la temporada siguiente repitió como campeón divisional perdiendo en la semifinal de conferencia.
Tras terminar la temporada la franquicia desaparece debido a que no contaban con recursos financieros para mantenerse en la liga.

## Palmarés

### Premier Development League
- South Atlantic Division (2): 2017, 2018

### National Premier Soccer League
- South Atlantic Division (2): 2015, 2016